# Rojda Demirer
Rojda Demirer (* 12. August 1980 in Ankara) ist eine türkische Schauspielerin.
Demirer wurde am Staatlichen Konservatorium an der Hacettepe-Universität in Ankara ausgebildet. Mit der Schauspielerei begann sie im Jahre 2003 am Trabzon Devlet Tiyatrosu (dt.: Staatstheater Trabzon). Als Seriendarstellerin hatte sie mehrere Auftritte in türkischen Miniserien, größere Rollen beispielsweise 2006 in Candan Öte und Yasanmış Şehir Hikayeleri. Seit 2009 ist sie in einer Hauptrolle in der Primetime-Serie Melekler Korusun (2009) zu sehen. Dort spielte sie Esin.
Rojda Demirers Schwester Ruken Demirer ist ebenfalls Schauspielerin.

## Filmografie
- 2003: Gönderilmemiş Mektuplar – Die Liebesbriefe[2]
- 2003: Aşk Olsun
- 2004: Ağa Kızı
- 2004: Canım Benim
- 2006: Yaşanmış Şehir Hikayeleri
- 2006: Candan Öte
- 2007: Sevgili Dünürüm
- 2009–2010: Melekler Korusun
- 2010: Geniş Aile
- 2012: Alev Alev
- 2015: Açil aşk aranıyor
- 2018: Çarpışma